# Carataunas
Carataunas er en by og kommune i det sydøstlige Spanien i provinsen Granada. Den har et indbyggertal på 227 (2024) indbyggere.